# 张渲
张渲（约1886年－1945年）字绶清，民国初年知名教育家。原籍河北关东。

## 生平
曾留学日本，回国后任教育部京视学。
1914年11月到1919年9月任国立武昌高等师范学校校长。
| 前任： 贺孝齐 | 国立武昌高等师范学校校长 1914年11月－1919年9月 | 繼任： 谈锡恩 |